# Val-de-Roulans
Val-de-Roulans település Franciaországban, Doubs megyében. Lakosainak száma 197 fő (2022. január 1.). Val-de-Roulans La Bretenière, Baume-les-Dames, Breconchaux, L’Écouvotte, Le Puy, Rougemontot és Villers-Grélot községekkel határos.

## Népesség
A település népessége az elmúlt években az alábbi módon változott:
| Lakosok száma | 41   | 50   | 63   | 121  | 184  | 189  | 195  | 206  | 209  | 197  |
|               | 1968 | 1982 | 1990 | 2006 | 2013 | 2015 | 2017 | 2019 | 2020 | 2022 |